# Baledu
Baledu is een bestuurslaag in het regentschap Temanggung van de provincie Midden-Java, Indonesië. Baledu telt 1649 inwoners (volkstelling 2010).